# Kreisgericht Ortelsburg
Das Kreisgericht Ortelsburg war ein preußisches Kreisgericht in der damaligen Provinz Preußen mit Sitz in der Stadt Ortelsburg.

## Geschichte
Im Bezirk des Kreisgerichts Ortelsburg bestanden bis 1849 das königliche Land- und Stadtgericht Ortelsburg, das Land- und Stadtgericht Passenheim sowie viele Patrimonialgerichte.
1849 wurden in Preußen einheitlich Kreisgerichte geschaffen. Hierbei wurde die Patrimonialgerichtsbarkeit abgeschafft und die Patrimonialgerichte wurden aufgehoben. Auch die eingangs genannten Gerichte wurden aufgehoben und es entstand das Königliche Kreisgericht Ortelsburg im Sprengel des Ostpreußischen Tribunals zu Königsberg. Es war für den Landkreis Ortelsburg zuständig.
Das Kreisgericht Ortelsburg war Schwurgericht für die Kreisgerichte Allenstein, Neidenburg und Ortelsburg. Am Gericht waren 1870 ein Direktor und neun Kreisrichter eingesetzt. 1870 betrug die Zahl der Gerichtseingesessenen 60.511. Gerichtskommissionen bestanden in Passenheim und Willenberg.
Im Rahmen der Reichsjustizgesetze wurde das Gerichtswesen in Deutschland 1879 vereinheitlicht. Damit wurde das Kreisgericht Ortelsburg aufgehoben und das königlich preußische Amtsgericht Ortelsburg mit Wirkung zum 1. Oktober 1879 als eines von zehn Amtsgerichten im Bezirk des Landgerichtes Allenstein als Nachfolger gebildet.

## Richter
- Hermann Techow (1867 bis 1870)